# Заречье (Николоторжское сельское поселение)
Заречье — деревня в Кирилловском районе Вологодской области.
Входит в состав Николоторжского сельского поселения, с точки зрения административно-территориального деления — в Николо-Торжский сельсовет.
Расстояние по автодороге до районного центра Кириллова — 39 км, до центра муниципального образования Никольского Торжка — 8 км. Ближайшие населённые пункты — Корякино, Матвеевское, Бураково, Ситское, Соболево.
По переписи 2002 года население — 108 человек (50 мужчин, 58 женщин). Преобладающая национальность — русские (84 %).